# Виграш самотнього комерсанта
«Виграш самотнього комерсанта» (рос. «Выигрыш одинокого коммерсанта») — російський радянський фільм, знятий чилійським кінорежисером  Себастьяном Аларконом. Фільм знятий в жанрах драми і соціальної сатири на базі кіностудії «Мосфільм» (СРСР) у 1984 році. Картина створена на основі оригінального сценарію Себастьяна Аларкона у співавторстві з  Олександром Адабашьяном.

## Сюжет
Невідома країна Латинської Америки. Дрібний крамар Рауль Санчес (Газаров) на прізвисько «Помпоніо», читаючи свіжу місцеву пресу, дізнається, що в занедбану шахту колодязя провалився дитина. Газети зчинили галас, з різних сторін обговорюючи інформаційний привід, але на допомогу постраждалому ніхто не поспішає. Рауль укладає парі на велику суму, що хлопчика ніхто рятувати не стане і, як здається, суперечку виграє. Але, втрачаючи перемогу і гроші, сам відправляється визволяти з біди дитину. Обиватель перетворюється в Людину.

## У ролях
- Сергій Газаров —  Рауль Санчес
- Галина Левіна —  Ненсі
- Кіра Головко —  мати
- Всеволод Шиловський —  Серафіно
- Любов Поліщук —  Бамбарелла
- Сергій Юрський —  Людвіг
- Ігор Дмитрієв —  Лоретті
- Володимир Татосов —  Каетано
- Коте Махарадзе —  Хосе

## Знімальна група
- Режисер — Себастьян Аларкон
- Сценаристи — Олександр Адабашьян, Себастьян Аларкон
- Оператор — Михайло Агранович
- Художник — Вадим Кислих